# Culture Salado

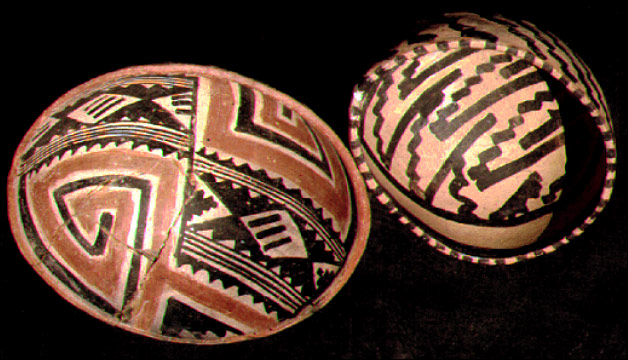
Poteries de la culture Salado, Tonto National Monument.

La culture Salado est une culture nord-amérindienne qui s'est développée dans le bassin de Tonto Creek (en), dans le sud des États actuels de l'Arizona et du Nouveau-Mexique, entre 1200 et 1450 environ. Elle est particulièrement notable pour ses poteries décorées.